# Finns Point Range Rear Light
Finn's Point Range Rear Light je zadní liniový maják v Pennsville Township, Salem County, New Jersey v USA. Je umístěn na východním pobřeží řeky Delaware a byl součástí liniových navigačních majáků, které naváděly lodi na řece Delaware.

## Historie
V roce 1875 bylo rozhodnuto postavit dva páry liniových majáků, které by zabezpečovaly plavbu lodí ze zátoky Delaware (Delaware Bay) do řeky Delaware. První dvojice měla navádět plavidla k ostrovu Reedy Island podél majáku Ship John Shoal Light a druhá dvojice Finns Point Range Light měla udržovat lodi na trase mezi ostrovem Reedy Island a Baker Shoal.
Přední maják Finns Point Range Light byla bílá zděná budova s červenou věží. Světelná Fresnelova čočka IV. řádu byla vyrobena společností Barbier & Fenestre v Paříži. Původní světlo, stálé bílé, bylo v roce 1894 změněno na rytmické s dvousekundovým zábleskem bílého světla a jednou sekundou zatmění.
Zadní maják byl navržen a postaven v roce 1876 přibližně jeden a půl kilometru od pobřeží. Je příkladem železné prefabrikované konstrukce. Jednotlivé plechové segmenty ze svářkové oceli byly na místě nýtovány do tubusu o průměru 2,43 metrů (8 stop), ve kterém je točité schodiště. Věž (tubus) o výšce 35 metrů je podepřena kovovými vzpěrami. Do lucerny byla osazena Fresnelova čočka IV. řádu vyrobená společností Barbier & Fenestre v Paříži. Maják svítil stálým bílým světlem. Od roku 1884 bylo přidáno sektorové druhé světlo.
První strážce majáku Edward Dickinsom nastoupil 8. prosince 1876 a sloužil až do své smrti v roce 1907. Jeho plat byl po celou dobu 500 dolarů. Posledním strážcem byl Milton Duffield, který sloužil od roku 1916 do 10. června 1933. V následujícím roce byla světla majáků automatizována. Maják byl deaktivován v roce 1950, lucerna a optická čočka byly odstraněny. Byl přístupný veřejnosti a je součástí parku National Wildlife Refuge. Maják je veden na seznamu kulturních památek New Jersey.